# Dysgonia achatina
Dysgonia achatina är en fjärilsart som beskrevs av Sulzer 1776. Dysgonia achatina ingår i släktet Dysgonia och familjen nattflyn. Inga underarter finns listade i Catalogue of Life.